# Cootie Williams
Cootie Williams (10. července 1911 Mobile – 15. září 1985 New York) byl americký jazzový trumpetista. Začínal v roce 1925 ve skupině rodiny Youngových, kde hrál mimo jiné Lester Young. Svou první nahrávku nahrál o tři roky později s klavíristou Jamesem P. Johnsonem. Od roku 1929 vystupoval s orchestrem Duke Ellingtona. Roku 1940 od Ellingtona odešel a nastoupil k Benny Goodmanovi. O rok později odešel, aby si založil vlastní orchestr, ve kterém během jeho existence působili například klavírista Bud Powell, saxofonisté Eddie „Lockjaw“ Davis a Charlie Parker nebo bubeník Ed Thigpen. Od roku 1962 opět působil u Ellingtona, se kterým hrál až do jeho smrti v roce 1974.